# Karl Gut
Karl Josef Wilhelm Gut (* 24. Mai 1872 in Stans; † 15. Juli 1920 ebenda) war ein Schweizer Politiker. Von 1907 bis 1920 gehörte er als Vertreter der Liberalen dem Regierungsrat des Kantons Nidwalden an.

## Leben
Karl Gut wurde als Sohn des Arztes Josef Gut und der Anna Deschwanden geboren. Sein Grossvater mütterlicherseits war Melchior von Deschwanden, Gründer der Ersparniskasse Nidwalden. Gut besuchte die Grundschule in Stans und wechselte dann an die Gymnasien in Stans und Sarnen. Wegen eines Augenleidens war ein Studium nicht möglich. Er bildete sich daher sprachlich weiter, indem er privat in Faido im Tessin die italienische und in Neuenburg und im französischen Annecy die französische Sprache erlernte. Anschliessend machte Gut die Banklehre in Luzern und kehrte dann nach Stans zurück. Bis zu seinem Tod arbeitete er in einer Bank.    
Bereits im Jahr 1896 wurde in den Gemeinderat von Stans gewählt. Fünf Jahre später wurde er sogar Gemeindepräsident. Nach seiner Wahl in den Regierungsrat gab er dieses Amt auf. Zusätzlich war Gut Mitglied des Kirchenrats.
Auf kantonaler Ebene wurde Karl Gut 1898 Suppleant (Ersatzmann) des Konkursgerichts. Ab 1904 war er Ratsherr im Landrat und gleichzeitig Mitglied des Obergerichts. An der Landsgemeinde 1907 wurde gut einhellig zum Regierungsrat gewählt. Er blieb bis zu seinem Tod Mitglied der Nidwaldner Regierung. Ab 1913 war Gut Landessäckelmeister (Finanzminister).
Karl Gut heiratete am 29. Mai 1896 in Stans Anna Stockmann. Aus dieser Ehe stammen drei Töchter, von denen die jüngste Tochter als Baby starb. Seine Frau starb im Jahr 1900 im Alter von nur dreissig Jahren. Am 1. August 1903 heiratete Gut in zweiter Ehe Sophie Wild.  Diese Ehe blieb kinderlos. Seit 1901 war Karl Gut Verwalter des Kantonsspitals Nidwalden.

## Quelle
- Altes Stammbuch. Band IV, Gut/Guot, 33 (16) (Seite 15).